# Shenmue
Shenmue (莎木 o シェンムー) es un videojuego para Dreamcast que fue lanzado en 1999 en Japón y en el 2000 en Estados Unidos por SEGA y su grupo AM#2, dirigido por Yu Suzuki. Se presentaba en 4 GD-ROMs e incorporaba un sistema de juego bastante innovador denominado FREE (Full Reactive Eyes Entertainment) que permitía al jugador interactuar fácilmente con un entorno de juego muy parecido a la vida real. El jugador puede mantener una vida real a través del personaje en una serie de localizaciones tomadas de lugares reales en Yokosuka (Japón), y experimentar relaciones personales, cambios de tiempo climatológico, etc., mientras sigue el hilo argumental del juego.

## Argumento
A lo largo de los 4 discos de Shenmue I se nos cuenta la primera parte de la historia, desarrollada íntegramente en Japón. A continuación se ofrece un resumen que no entra en todos los detalles de la historia.	 	
A finales de 1986, un joven de 18 años, Ryo Hazuki, vuelve a su casa-dojo situada en una pequeña aldea llamada Yamanose (Yokosuka). Allí se encuentra con una desagradable sorpresa: varios hombres han irrumpido en el dojo y han echado a la familia fuera. Uno de ellos, vestido con oscuros ropajes tradicionales chinos está luchando con el padre de Ryo, Iwao Hazuki, usando un estilo de artes marciales desconocido. Ryo intenta intervenir en la pelea, pero de un solo golpe es derribado por el misterioso luchador, llamado Lan Di, y es tomado como rehén por dos de sus hombres. Lan Di pregunta a Iwao sobre un espejo. En esa situación, con su hijo como rehén, Iwao no tiene más remedio que desvelarle el escondite del espejo. Una vez sus hombres encuentran el misterioso objeto, Lan Di prosigue con la lucha, pero antes lanza una pregunta a Iwao: "¿Recuerdas a Zhao Sun Ming? El hombre que mataste..." E inmediatamente le asesta un golpe mortal.	 	
Desde ese momento, Ryo decide embarcarse en una investigación buscando venganza, ya que no cree que su padre haya podido matar a alguien. Sus pistas son escasas: el nombre del asesino es Lan Di, viene de China, practicaba un estilo de artes marciales desconocido, y robó un misterioso espejo del que Ryo no sabía nada. Poco después llegó una carta desde Hong Kong, enviada por un tal Yuanda Zhu, diciendo: "Si alguna vez necesitas ayuda, busca al Maestro Chen". La carta también avisaba del peligro que corría la vida de Iwao, pero llegó demasiado tarde.	 	
Tras varias semanas de dura investigación por su propia cuenta, las pistas le hacen marchar a Hong Kong, lugar donde podría encontrar a Lan Di. No se marcha sin contar con algunas pistas: debe buscar a Zhu Yuanda y a Lishao Tao, alguien que el Maestro Chen mencionó a Ryo en Japón.	 	
De esta forma tan poco agradable para los fanes del videojuego termina Shenmue I: a la espera de la nueva entrega, Shenmue II.

## Desarrollo
En 1994, Yu Suzuki y su equipo pasaron una temporada en China buscando información y material gráfico para una nueva entrega de la saga de juegos de lucha Virtua Fighter. Mientras tanto, y según declaró en varias entrevistas, a Suzuki le empezó a atraer la idea de hacer algún tipo de trabajo novedoso que tuviera una línea argumental de fondo. Poco después de empezar a escribir el argumento, decidió que esa historia sería la de su nuevo juego, que se empezó a conocer por aquel entonces como Project Berkley. Al principio no se iba a separar de la saga Virtua Fighter, y de hecho uno de los primeros nombres que se empezaron a barajar para el juego era Virtua Fighter RPG. El nombre acabó cambiando a Shenmue, pero en el juego quedaron reminiscencias de la saga Virtua Fighter, como por ejemplo varias similitudes entre los sendos protagonistas principales de ambos juegos, así como en el sistema de combate.	
Un problema a afrontar era elegir el hardware para el que se publicaría el juego. La Megadrive era la consola de SEGA más popular del momento, pero se quedaba corta para el ambicioso proyecto de Suzuki. Por tanto, se decidió empezar a trabajar para Saturn. A costa de un duro esfuerzo, debido a la compleja arquitectura de esa máquina, se alcanzó un resultado gráfico impresionante: se consiguió mover un entorno tridimensional de grandes dimensiones y muy detallado para la época, aunque no se moviera muy fluidamente. También se programó una rutina gráfica para dibujar gráficos transparentes (como sombras), una técnica ya usada anteriormente en Burning Rangers también para Saturn, y de una gran complejidad.	 	
Sin embargo, la prematura muerte de la Saturn obligó a Suzuki a trasladar el trabajo al nuevo sistema de SEGA, hasta entonces conocido como Sega Katana, la Dreamcast. Mientras tanto, se sucedían constantes cambios en el guion y en la plantilla de personajes. El traspaso a Dreamcast del proyecto se acompañó con sustanciales mejoras técnicas, así como un rediseño de algunos gráficos y personajes.
En Japón, en 1998, SEGA incluyó un disco todavía bajo el nombre de Project Berkley en la edición japonesa de Virtua Fighter 3 TB para Dreamcast. El disco incluía varios vídeos: intros CG, material de preproducción y varios minutos de entrevista con Yu Suzuki hablando sobre el proyecto y sobre el sistema y concepto FREE.	 	
Alrededor de junio del 99, un año antes del lanzamiento del juego, SEGA lanzó un disco-demo a modo de presentación llamado "What's Shenmue?". Contenía un minijuego en el que el jugador debía explorar un escenario del futuro juego buscando a Hidekazu Yukawa, la cara pública de Dreamcast en Japón, que había alcanzado una gran popularidad en el país nipón debido a una renovada campaña publicitaria de SEGA.
Finalmente y tras muchas ruedas de prensa, escasez de noticias y más discos demo, Shenmue fue lanzado en Japón el 29 de diciembre de 1999, el 7 de noviembre de 2000 en EE. UU. y el 24 de noviembre de ese mismo año en Europa.

## Modos de juego
- Free Quest: En este modo el jugador puede moverse libremente por el mundo recreado en Shenmue: pasear por la ciudad, entrar en su propia casa, relacionarse con los vecinos y amigos, buscar pistas e información, interrogar a gente que pueda ser útil, o simplemente jugar en el salón recreativo. También se presentarán ocasiones en las que hay que tomar una decisión en un momento concreto. En ese caso, aparecerá un menú con las diferentes opciones a escoger para que el jugador elija la más conveniente a su juicio.

- QTE: En ciertas ocasiones, durante el modo Free Quest, aparecerán eventos especiales denominados QTE (Quick Time Events). Estos eventos son pequeñas secuencias de corte cinematográfico donde se requiere al jugador que pulse ciertos botones en el momento adecuado. El primer QTE de Shenmue ocurre cuando Ryo baja una calle y unos niños jugando lanzan el balón hacia él. Si el jugador responde suficientemente rápido a la acción y pulsa el botón correspondiente, evitará que Ryo sufra el golpe. A lo largo de Shenmue se suceden muchos más QTE y de mucha más importancia, con relevancia en el desarrollo de la historia.Este modo de juego se deriva de un antiguo género que gozó de popularidad en las recreativas basadas en Laser Disc y en el resto de sistemas basados en CD-Rom u otros sistemas de gran capacidad de almacenamiento, como MegaCD, Philips CD-i o 3DO. En estos casos no se trataba de secuencias generadas por la consola sino de FMVs, secuencias de vídeo ya grabado en el disco.

- Free Battle: Este modo permite al jugador luchar cuerpo a cuerpo con un enemigo o incluso con varios a la vez. Se esperaba que tuviera grandes similitudes con el modo de lucha de Virtua Fighter, y en algunos casos así es. Existe una gran variedad de movimientos a disposición del jugador, que se usarán dependiendo de la ocasión y de las circunstancias de la lucha (espacios cerrados, número de adversarios, etc.). Uno de esos movimientos se podrá asignar al gatillo derecho del mando, para realizarlo rápidamente sin tener que hacer la combinación de botones completa.

- View Mode: No se trata de un modo de juego en sí, sino de la forma de denominar a las escenas que solo podemos observar sin que el jugador tenga posibilidad de actuar en ellas. Suelen ser bastante atractivas, usando ángulos de cámara típicamente cinematográficos y usando los modelos tridimensionales y texturas de la máxima calidad posible.

## Shenmue Passport
Shenmue Passport es el nombre del cuarto GD-Rom incluido en la caja del Shenmue. Su nombre seguramente venga derivado de la serie de navegadores web para Dreamcast que SEGA lanzó en Japón.
Este disco incluye 4 funciones principales, detalladas a continuación:
- Information: en este modo podemos elegir entre 7 personajes para que nos expliquen cada uno un aspecto del juego (sistema de combate, QTE's, minijuegos, cómo administrar el dinero...). De una forma clara irán narrando un monólogo dirigiéndose al jugador, dando información sobre el la característica del juego elegida. Es casi exclusivamente en esta función del Shenmue Passport donde veremos los modelos 3D de alta calidad, además de las texturas en alta resolución, ya que son las únicas circunstancias donde la Dreamcast podía moverlos con total soltura: en entornos simples y sin haber ningún otro personaje detallado alrededor. El jugador puede mover la cámara a su antojo y con el stick analógico puede apuntar una fuente de luz sobre la cara del personaje, dibujando sombras en tiempo real. El resultado gráfico era tan atractivo que se usó en el E3 del 2000 para promocionar el juego.

- Theatre: en este apartado del juego se guardan tanto vídeos promocionales como secuencias del juego (las que durante el juego se ven en el mencionado View Mode). Se irán desbloqueando más secuencias según avancemos en la historia. Cabe destacar que para poder incluir las secuencias View Mode extraídas del juego, se han tenido que volver a meter todos los modelos tridimensionales, texturas, voces, animaciones, etc. en este cuarto GD-Rom.

- Music: a modo de "jukebox", en esta sección del GD podemos escuchar todas las músicas que ya hayamos oído previamente en el juego, incluyendo el tema de Shen Hua, cantado en japonés y tocado con violín chino.

- Passport: es la función más atractiva del GD, ya que usa las capacidades on-line de la consola. SEGA dejó de ofrecer estos servicios el 1 de abril de 2002. Al conectar con el servidor de SEGA, la consola enviaba el archivo con la partida guardada, y a raíz de esa información se ofrecían varios extras.En concreto se ofrecían ocho opciones: Shenmue World, donde se podía encontrar información sobre los lugares del escenario de Shenmue por los que el jugador ya había pasado, ver perfiles sobre los personajes de Shenmue y encontrar una lista de todos los movimientos de artes marciales ya aprendidos; Nozomi's Messages, una sección donde Nozomi, uno de los personajes, nos ofrece información sobre varios aspectos del juego y también ayuda al jugador que se ha quedado bloqueado en el juego; Network Ranking era una lista de las puntuaciones más altas conseguidas por jugadores de todo el mundo en diferentes minijuegos de Shenmue; Data Review era una recopilación de estadísticas recogidas a lo largo de la partida; Online Manual era una guía de consulta en línea del manual del juego; Everyone's Space ofrece datos curiosos sobre personajes o lugares del juego, permite comerciar con objetos conseguidos en la partida y la descarga de animaciones a la VMU; shenmue.com era un enlace a la página oficial del Shenmue, navegable desde la Dreamcast; y por último, en la sección Urgent Messages se podían leer, entre otras cosas, mensajes del propio equipo de Shenmue.

## Ventas
A pesar de las excelentes críticas de la industria y los jugadores, las ventas de Shenmue fueron decepcionantes. Para empeorar las cosas, los costes de desarrollo fueron tan elevados (se calcula que de 70 millones de dólares, cifra récord en su momento) que para que Sega obtuviera beneficios cada poseedor de una Dreamcast tendría que haber comprado dos unidades del juego.
Shenmue es el cuarto juego más vendido en Dreamcast y uno de los seis juegos que vendió más de 1 millón de unidades.

## Guías
Guía oficial

La editorial Versus Books, especializada en publicar guías oficiales para videojuegos, puso a la venta "Shenmue Perfect Guide" en inglés. En ella se detalla el paso a paso, para avanzar en el videojuego, y se revela todos sus secretos.
Guías no oficiales

- Revista Oficial Dreamcast Nº13, Nº14 y Nº15.
- Revistas DreamPLANET Nº13 y Nº14, en sus suplementos.
- Hobby Consolas Nº112, en su suplemento.

## What's Shenmue?
Fue una demo de Edición Especial, distribuida exclusivamente en Japón, para aquellos consumidores que hubiesen reservado un ejemplar del videojuego Shenmue, antes de ponerse a la venta. También el disco fue distribuido como suplemento gratuito, en la revista de videojuegos Famitsu. 
La única diferencia entre los dos GDs, es el color de su cubierta. La demo de Famitsu es de color naranja y el otro de color azul.
La demo ofrece una minimision a cumplir por parte del protagonista Ryo Hazuki, en Dobuita, una ciudad de Yokosuka. El disco incluye cuatro tutorías de video del Shenmue Passport, que explica los aspectos del juego.
Los fanes españoles, responsables de la creación del parche de traducción al castellano del juego Shenmue, publicaron el 1 de septiembre de 2014, un nuevo parche traductor, que permitía pasar la Demo del japonés al español.